# Tōru Furuya
Pour les articles homonymes, voir Furuya.
Tōru Furuya (古谷 徹, Furuya Tōru), né le 31 juillet 1953 à Yokohama au Japon, est un seiyū. Il travaille pour Aoni Production.

## Rôles notables

### Animeen séries télé
- 21-emon (Wantonaku Kōshaku)
- AKAGI (Narration)
- Akūdai Taisakusen Scramble (Jet)
- Black Jack (Dr Daigo Ōedo)
- Casshern Sins (Casshern)
- Cooking Papa (Toshio Nekkota)
- Detective Academy Q (Hitoshi Shinoda)
- Détective Conan (Amuro Tōru)
- Dragon Ball (Yamcha, Kogamera)
- Dragon Ball GT (Bakku)
- Dragon Ball Z (Yamcha)
- Dragon Quest (Abel)
- Dr Slump (Suppaman)
- Groizer X (Jō Umisaka)
- GTO (Suguru Teshigawara)
- Le Collège fou, fou, fou (Harumage Don)
- Hyōga Senshi Gaisragger (Ken Shiki)
- Kaizoku Ōji (Kid)
- Kazoku Robinson Hyōryūki Fushigi na Shima no Furōne (Franz Robinson)
- Kimagure Orange Road (Kyōsuke Kasuga)
- Kyojin no hoshi (Hyōma Hoshi)
- Maeterlinck's Blue Bird: Tyltyl and Mytyl's Adventurous Journey (Tyltyl)
- Marine Snow no Densetsu (Hiro Umino)
- Marmalade Boy (Shin'ichi Namura)
- Mobile Suit Gundam (Amuro Ray)
- Mobile Suit Zeta Gundam (Amuro Ray)
- Mobile Suit Gundam 00(Ribbons Almark)
- Nine (Katsuya Niimi)
- Nanako SOS (Shūichi Iidabashi)
- One Piece (Daddy the Father, Sabo)
- Plawres Sanshiro (Shingu Narita)
- Sailor Moon (Mamoru Chiba, Tuxedo Kamen)
- Saint Seiya (Pegasus Seiya)
- Saint Seiya Omega (Sagittarius Seiya, Narrateur dans la Saison 1)
- Shin Taketori Monogatari: 1000-nen Joō (Daisuke Yomori)
- Space Battleship Yamato III (Daisuke Tokugawa)
- Space Carrier Blue Noah (Shin Himoto)
- Steel Jeeg (Hiroshi Shiba)
- Stop !! Hibari-kun ! (Kōsaku Sakamoto)
- Tao Tao (Beaver)
- Tokusō Kihei Dorvack (Mugen Shinjin)
- Tōshi Gōdean (Ryōma Okamoto)
- Twin Hawks (ふたり鷹) (Taka Sawatari)
- Ultimate Girl (UFOman)
- Urusei Yatsura (Shingo Oniwaban)
- Video Senshi Laserion (Takashi Katori)
- Yakyūkyō no Uta (Yamai)
- Amada Anime Série : Super Mario Bros.(Mario)

### OVA
- Amada Anime Série : Super Mario Bros.(Mario)
- Arcade Gamer Fubuki (Mysterious Person)
- Black Jack (Leslie (young))
- Kimagure Orange Road (Kyōsuke Kasuga)
- Kyōfu Shinbun (Rei Onigata)
- Kyūkyoku Chōjin R (Tsuyoshi)
- Legend of the Galactic Heroes (Andrew Fork)
- One-Pound Gospel (Kosaku Hatanaka)
- Prefectural Earth Defense Force (Hiroaki Narita)
- Sailor Moon series (Mamoru Chiba)
- Saint Seiya: Meiō Hades Jūnikyūhen (Pegasus Seiya)
- Super Mario Bros. (Mario)
- Urusei Yatsura series (Shingo Oniwaban)
- Utsunomiko: Tenjōhen (Utsunomiko)

### Animeen film
- Be Forever Yamato (Daisuke Tokugawa)
- Bleach: Hell Verse (Shuren)
- Dragon Ball series (Yamcha)
- Dragon Ball Z series (Yamcha)
- Final Yamato (Daisuke Tokugawa)
- Genma Taisen (Jō Azuma)
- The Legend of Sirius (Sirius)
- Lupin III: Dead or Alive (Panishu)
- Kyojin no Hoshi series (Hyōma Hoshi)
- Mobile Suit Gundam I (Amuro Ray)
- Mobile Suit Gundam II: Ai · Senshi Hen (Amuro Ray)
- Mobile Suit Gundam III: Meguriai Sora Hen (Amuro Ray)
- Mobile Suit Gundam : Char contre-attaque (Amuro Ray)
- Mobile Suit Z Gundam: Heirs to the Stars (Amuro Ray)
- Mobile Suit Z Gundam II: Lovers (Amuro Ray)
- Nine (Katsuya Niimi)
- Paprika
- Pokémon, le film : Mewtwo contre-attaque (Sorao)
- Queen Millenia (Daisuke Yomori)
- Sailor Moon (Mamoru Chiba)
- Saint Seiya (Pegasus Seiya)
- Super Mario Bros. : Peach-Hime Kyushutsu Dai Sakusen(Mario)
- Toward the Terra (Tony)

### Jeux vidéo
- Another Century's Episode series (Amuro Ray)
- Cyberbots: Fullmetal Madness (Jin Saotome)
- Dragon Ball Z (Yamcha)
- Fire Emblem Heroes (Freyr)
- Kessen II (Ryūgentoku)
- Menkyo wo Torō! series (Yūichi Amano)
- Mobile Suit Gundam: Climax U.C. (Amuro Ray)
- Mobile Suit Z Gundam (Amuro Ray)
- Mobile Suit Z Gundam: AEUG vs. Titans (Amuro Ray)
- Overdrivin' DX (Vehicle Commentary Narration)
- Saint Seiya Sanctuary Junikyu Hen (Pegasus Seiya)
- Sega Rally 2 (Narration)
- Ski Jumping Pairs: Reloaded
- Super Robot Wars series (Amuro Ray, Hiro Shiba)
- Xenoblade Chronicles 2 (Godfrey)

## Films
- Tokyo Defense Command: The Guardman (épisode 90, livreur de la rançon)

## Radio
- Akai Pegasus (Ken Akaba)
- ENEOS Diamond Super Station
- Radio Drama Meltylancer (Kanpachi-sensei)
- Shōnen no Machi ZF (Kenji)

## CD
- Inferious Wakusei Senshi Gaiden: Condition Green (Custer Bennett)
- Koei CD Drama Sangokushi series (Ryūgentoku)
- Rusuden Message Show: Anime Star Hen (CD with answering machine messages on it)
- Slapstick CD Box (PCCG-00744)

## Autres
- Car Graphic TV (Narration)
- Hokuriki Denryoku (Narration commerciale)
- Jichael Mackson (Narration télé)
- Nissan Motors Homepage (Narration dans une section)

## Controverses
Le 22 mai 2024, Furuya a publié des excuses publiques sur Twitter, confirmant un récent article et une interview dans le magazine Bunshun Hebdo dans lesquels il était rapporté qu'il avait eu une liaison extraconjugale avec une fan de 37 ans sa cadette pendant environ quatre ans et demi, jusqu'en septembre 2023. Il a admis l'avoir violenté une fois et l'avoir poussée à avorter.
Le 22 juin 2024, Furuya a annoncé qu'il se retirait de ses rôles dans Detective Conan et One Piece. Le 4 octobre 2024, Toei Animation a annoncé que le rôle de Yamcha avait été confié à Suzuki Ryōta pour Dragon Ball Daima.